# Mirakl
Mirakl (fr. miracle – cud) – gatunek dramatu ukształtowany w XII wieku. W scenicznych obrazach ukazuje on wydarzenia z życia męczenników i świętych, wysuwając na plan pierwszy cudowne wydarzenia i boskie interwencje w losy postaci. Przedstawienia te mogły być oparte na apokryfach i opowiadać o cudach Matki Boskiej pomagającej ludziom. Gatunek szczególnie popularny w późnym średniowieczu we Francji, w Niemczech, Niderlandach, Anglii i Hiszpanii.